# Tidabius pallidus
Tidabius pallidus är en mångfotingart som beskrevs av Chamberlin 1913. Tidabius pallidus ingår i släktet Tidabius och familjen stenkrypare.

## Underarter
Arten delas in i följande underarter:
- T. p. alabamensis
- T. p. pallidus